# Португаль, Бруно
Бру́но Португа́ль Паре́дес (исп. Bruno Portugal Paredes; род. 28 июня 2003, Арекипа) — перуанский футболист, нападающий клуба «Мельгар».

## Клубная карьера
Португаль — воспитанник клуба «Мельгар». 16 мая 2021 года в матче против «Карлос Маннуччи» он дебютировал в перуанской Премьере. 20 октября 2022 года в поединке против «Спорт Бойз» Бруно забил свой первый гол за «Мельгар». 

## Международная карьера
В 2023 году в составе молодёжной сборной Перу Португаль принял участие в молодёжном чемпионате Южной Америки в Колумбии. На турнире он сыграл в матчах против сборных Колумбии, Парагвая и Аргентины.